# 1Y busz (Tiszaújváros)
A tiszaújvárosi 1Y jelzésű autóbuszvonal a Tiszai Vegyi Kombinát és Tiszaszederkény között húzódó helyi vonal volt, amelyet a Borsod Volán Zrt. üzemeltetett.

## Közlekedése
| Viszonylat                                      | Indításszám | Közlekedési rend |
| ----------------------------------------------- | ----------- | ---------------- |
| TVK, aut. vt. – Tiszaszederkény, Kossuth u. 70. | 5 pár       | munkanapokon     |
| TVK, aut. vt. – Tiszaszederkény, Kossuth u. 70. | 3 pár       | hétvégén         |

## Megállóhelyei
| 0 | TVK, autóbusz-váróterem végállomás                        | 0.0 km | 0  |
| 1 | Művelődési ház                                            | 1.9 km | 4  |
| 2 | Bethlen Gábor út (↓) Kazinczy utca (↑)                    | 2.1 km | 4  |
| 3 | Szakmunkásképző Intézet                                   | 2.6 km | 5  |
| 4 | Termálfürdő                                               | 3.0 km | 6  |
| 5 | Bocskai István utcai általános iskola                     | 4.7 km | 10 |
| 6 | Szövetkezeti bolt (↓) Bocskai István utca (tsz-iroda) (↑) | 5.1 km | 11 |
| 7 | Tiszaszederkény, Kossuth utca (↓)                         | 5.6 km | 12 |
| ∫ | Tiszaszederkény, Bajcsy-Zsilinszky utca 37. (↑)           | ∫      | ∫  |
| ∫ | Tiszaszederkény, Bajcsy-Zsilinszky utca 67. (↑)           | ∫      | ∫  |
| 8 | Tiszaszederkény, Kossuth utca 70. végállomás              | 6.0 km | 13 |